# اچ‌ام‌اس ونگارد (۱۷۴۸)
اچ‌ام‌اس ونگارد (۱۷۴۸) (به انگلیسی: HMS Vanguard (1748)) یک کشتی بود که طول آن ۱۶۰ فوت (۴۸٫۸ متر) بود. این کشتی در سال ۱۷۴۸ ساخته شد.